# Chostonectes wattsi
Chostonectes wattsi är en skalbaggsart som beskrevs av Wewalka 1994. Chostonectes wattsi ingår i släktet Chostonectes och familjen dykare. Inga underarter finns listade i Catalogue of Life.